# François Letexier
François Letexier (Bédée, 23 aprile 1989) è un arbitro di calcio francese.

## Biografia
Nel 2016 diventa il più giovane arbitro della Ligue 1. Il 23 gennaio dirige la sua prima partita in massima divisione, l'incontro tra Montpellier e Caen, terminato 2-1 in favore degli ospiti. La direzione di Letexier è oggetto di rimostranze da parte del Montpellier per la mancata concessione di un rigore.
Il 1º gennaio 2017 diventa internazionale. Il 6 giugno esordisce nei preliminari di Europa League, dirigendo l'incontro del primo turno tra i macedoni del Pelister e i polacchi del Lech Poznań.
Il 31 luglio 2018 arbitra l'incontro del secondo turno preliminare di Champions League tra gli israeliani dell'Hapoel Be'er Sheva e i croati della Dinamo Zagabria. Il 20 settembre è designato per la prima volta nella fase a gironi di Europa League nel match tra Sporting Lisbona e Qarabağ. L'11 ottobre arbitra l'incontro, valido per la Lega C della Nations League, Lituania-Romania.
Il 26 maggio 2021 è VAR nella finale di Europa League Villareal-Manchester United, diretta dal francese Clément Turpin.
Il 31 maggio 2021 arbitra Italia-Portogallo, partita valevole per i quarti di finale dell'Euoropeo U21; mentre il 14 settembre 2021 debutta in UEFA Champions League arbitrando la gara Young Boys-Manchester Utd, valido per la fase a gironi.
Il 16 agosto 2023 dirige la Supercoppa UEFA Manchester City-Siviglia.
Nel marzo 2024 la FIFA lo ha convocato nel ruolo di arbitro per il torneo di calcio dei Giochi della XXXIII Olimpiade in programma a Parigi e in altre sei città tra luglio e agosto 2024.. Dirige una partita del torneo maschile il 24 luglio a Bordeaux (Giappone - Paraguay 5-0) e una del torneo femminile a Marsiglia (USA - Australia 2-1).
Il 23 aprile 2024 la UEFA lo ha convocato per il campionato d'Europa 2024 in Germania, insieme al collega Clément Turpin, agli assistenti Cyril Mugnier, Mehdi Rahmouni, Nicolas Danos e Benjamin Pages, ed ai VAR Jérôme Brisard e Willy Delajod. Nella competizione dirige due match della fase a gironi, un ottavo di finale e la finale tra Spagna e Inghilterra, diventando il secondo arbitro francese a dirigere l'ultimo atto della massima competizione continentale, dopo Vautrot nel campionato d'Europa 1988, nonché il più giovane (35 anni) ad arbitrare una finale degli Europei.
Al termine del torneo riceve il Premio Giulio Campanati, venendo selezionato come miglior arbitro della manifestazione.
Sempre nel 2024 l'IFFHS lo elegge miglior arbitro del mondo.

## Riconoscimenti
- Premio Giulio Campanati, 2024.[13]
- Miglior arbitro dell'anno IFFHS, 2024.[14]